# Rosko Gee
Rosko Gee (auch Rosco(e) Gee)  ist ein jamaikanischer Musiker (Bassgitarre, Keyboard, Gesang), der in Deutschland arbeitet.
Rosko Gee arbeitete in den 1970er Jahren in der britischen Rockgruppe Traffic, an deren Alben When the Eagle Flies (1974) und The Last Great Traffic Jam (erschienen 2005) er mitwirkte. Außerdem spielte er 1976 in der Fusionband Go (mit Stomu Yamashta, Steve Winwood, Michael Shrieve, Klaus Schulze und Al Di Meola). Mit dem Ex-Traffic-Perkussionisten Reebop Kwaku Baah wurde er Mitglied der deutschen Rockband Can, in der er zeitweilig Holger Czukay ersetzte und an den Can-Alben Saw Delight (1977), Out of Reach (1978) und Can (1979) mitwirkte. 1977 ging er mit Can auf Tournee und betätigte sich auch als Vokalist der Band. Um 1980 gehörte er der ersten Ausgabe der Phantomband um Jaki Liebezeit und Helmut Zerlett an; 1983 nahm er ein Album mit der Fusionband Zahara auf, in der Reebop Kwaku Baah, Paul Delph (Keyboards) und Bryson Graham (Schlagzeug) spielten. Ab 1995 spielte Gee als Bassist in der von Zerlett geleiteten Liveband von Harald Schmidts Fernsehshows, wie der Die Harald-Schmidt-Show.
Gee spielte außerdem mit Alex Oriental Experience, Dave Doran und Thomas Kessler; ferner wirkte er auch bei Aufnahmen von Julian Dawson (The Flood), Fredy Studer/Christy Doran (Half a Lifetime), Kralle Krawinkel, Mike Herting, Vivian Stanshall und Chris Youlden mit. Sein aktuelles Projekt ist die Band Rosko Gee & The Hooded Ones. Im April 2016 veröffentlichte das Label perfectzeromusic das Album „My Name Is Fear“.